# Enrico Pistolesi
Enrico Pistolesi (Firenze, 2 dicembre 1889 – Pisa, 29 febbraio 1968) è stato un matematico, ingegnere e politico italiano, noto per i suoi studi nel campo dell'aerodinamica.

## Biografia
Pistolesi si laureò giovanissimo in matematica e poi in ingegneria.
Molto importanti i suoi studi sull'aerodinamica dell'elica, sia in regime uniforme che non uniforme. Gli studi sulle turbomacchine che per molti anni furono insuperati, quelli sulle perdite delle palettature, in particolare la rettificazione della schiera infinita di profili di una girante di turbomacchina che consentiva uno studio in geometria piana rettangolare degli equilibri di forze in gioco senza le complicazioni della geometria polare. Introdusse e portò avanti gli studi di Prandtl e di Kutta dandone una veste nuova e efficace che permetteva di raggiungere anche la dimostrazione di altri asserti che erano rimasti a lungo come assiomi indimostrati. In particolare applicò alla teoria dell'elica la teoria di Prandtl dell'ala finita. Antesignano dello studio della tribologia, fu lo strenuo paladino della rivista L'Aerotecnica che divenne in breve la rivista scientifica nel campo aeronautico più importante in campo mondiale nell'anteguerra.
Tra il 1960 e il 1961 è stato sindaco di Pisa per la Democrazia Cristiana. È stato socio dell'Accademia Nazionale delle Scienze detta dei XL e dell'Accademia delle Scienze di Torino dal 1962.